# 宇宙とかと比べたらちっぽけな問題ですが
『宇宙とかと比べたらちっぽけな問題ですが』（うちゅうとかとくらべたらちっぽけなもんだいですが）は、ビーノによる日本の漫画作品。略称は「宇宙問題」。ウェブコミック配信サイト『コミックNewtype』（KADOKAWA）やTwitterにて2017年11月17日から2022年10月18日まで連載された。一話4ページのショートコメディ作品である。東京都日野市を舞台としている。

## 登場人物
三浦 なな
19歳。本作の主人公の一人で、重度の面倒くさがりでだらしない性格。実家近くで一人暮らし中であり、そのアパートで荒井勇次に出会う。書店でアルバイトをしておりフリーターと紹介されている。また、咀嚼音が大きいクチャラーである。好きなおでんは大根。
三浦 ねね
16歳。三浦ななの妹であり三浦家の次女。優柔不断すぎると紹介されており、作中では妹の三浦ののに対して相談をしている場面が登場する。
三浦 のの
14歳。三浦家の三女で、面倒見が良い性格をしている。また、日常生活を送る上でほとんど支障にならないこと(どうでもいいこと)がとにかく気になる性格でもある。
荒井 勇次
21歳。三浦ななの隣人であり、短気であるため『超えられた壁』『青天の霹靂』という回では三浦ななの咀嚼音に対して怒りアパートの壁を破壊している。また、手先が器用でDIYが得意であり、その後アパートの壁を自力で修繕している。
榊 秋元
14歳。三浦ののの同級生であり日常に潜むエロティックなことに対し非常に敏感な性格をしている。また、本人はそのことを悟られないように努力している。
荒井 喜美加
28歳。荒井勇次の姉であり、出版でゃの営業部で働くOL。中学・高校時代に少女漫画や純愛小説ばかり読んでしまったため現実の男性に対して引いてしまい気持ちが覚めることがよくあり、面倒くさいこじらせ方をしている様子が描かれている。
臼田 圭吾
14歳。三浦ののの同級生であり彼女の親友である木崎さゆりとは両思いとなっており、告白するために何度も呼び出すも緊張して口をつぐんでしまい何度も失敗している。その後、彼の家庭教師の荒井勇次のアドバイスを鵜呑みにしアニメーターを目指すようになった。
木崎 さゆり
14歳。三浦ののの親友で、臼田圭吾からの告白を待ち望んでいる。また、ツッコミの種類が豊富だと紹介されている。
目黒 英樹
36歳。三浦ななが働く書店の店長であり、周りからは『仕事ができるクールな男』として見られているが、しばしば大人になりきれれいない自分に対して葛藤している。
三浦 よしえ
48歳。三浦家三姉妹の母親で料理上手、昔モテていたことをことあるごとに自慢する。
笠見英知
21歳。恋人いない歴2年、荒井勇次の友達。咀嚼音を聞くのがたまらなく好き。

## 書誌情報
- ビーノ『宇宙とかと比べたらちっぽけな問題ですが』KADOKAWA〈角川コミックスエース〉全3巻
  1. 2019年8月10日発売[2][3]、ISBN 978-4-04-107276-9
  2. 2020年9月10日発売[4][5]、ISBN 978-4-04-109727-4
  3. 2022年12月9日発売[6]、ISBN 978-4-04-113151-0